# لودویگ سوم، دوک بزرگ هسن
لودویگ سوم، دوک بزرگ هسن (به آلمانی: Großherzog Ludwig III von Hessen und bei Rhein) (۹ ژوئن ۱۸۰۶ – ۱۳ ژوئن ۱۸۷۷) از سال ۱۸۴۸ تا زمان مرگ دوک بزرگ هسن بود.
لودویگ که فرزند لودویگ دوم، دوک بزرگ هسن بود، بعد از کناره‌گیری پدرش در جریان انقلاب ۱۸۴۸ آلمان بر جای او نشست. او در ۲۶ دسامبر ۱۸۳۳ در مونیخ با شاهدخت ماتیلده کارولین بایرن، دختر لودویگ یکم بایرن ازدواج کرد اما از این ازدواج صاحب فرزند نشد. ماتیلده در سال ۱۸۶۲ درگذشت و لودویگ در سال ۱۸۶۸ با ماگدالن اپل ازدواج ناهم‌تراز کرد.
لودویگ در ۱۳ ژوئن ۱۸۷۷ در زهایم-یوگنهایم درگذشت. جسد او در دارمشتات دفن شده. بعد از مرگ لودویگ، پسر برادرش لودویگ چهارم به جای به تخت نشست.